# Acide sialique
Acide sialique (du grec τὸ σίαλον  (to sialon) « la salive ») est un terme générique désignant une famille de plus de 50 dérivés de l'acide neuraminique, un sucre (ose) acide à squelette de neuf atomes de carbone. C'est aussi le nom du membre le plus commun de ce groupe, l'acide N-acétylneuraminique (Neu5Ac ou NANA), provenant de la condensation de l'acide pyruvique et du N-Acétyl-D-mannosamine. 

Ces molécules sont communément présentes chez les organismes vivants (animaux et bactéries, levures et champignons, et plus rarement chez les plantes), principalement dans les glycoprotéines et les gangliosides. Toutes leurs fonctions ne sont probablement pas encore connues. L'acide N-acétylneuraminique est un constituant caractéristique des sucres aminés jouant un rôle important dans les interactions inter-cellulaires, dont chez l'Homme. Le cerveau en contient le plus ; il y joue un rôle dans la transmission neuronale et la structure des gangliosides dans la synaptogenèse.

## Histoire
L'expression « acide sialique » (du grec pour la salive, σίαλον - síalon) a été introduit pour la première fois par le biochimiste suédois Gunnar Blix en 1952.

## Biochimie
- Les lectines produites par de nombreuses espèces ont une affinité pour différents sucres[4], dont pour l'acide sialique, avec des interactions importantes pour divers systèmes et en cause dans certains processus pathologiques[5]. 
C'est souvent grâce à des lectines que les pathogènes tels que virus, bactéries, champignons ou parasites eucaryotes, identifient[4] et ciblent certains sucres spécifiques de la surface des cellules hôte qu'ils peuvent infecter[6],[7],[8]. 
Les SIGLEC, ou lectines de type I sont une famille de lectines reconnaissant spécifiquement l’acide sialique[9]. Elles appartiennent à la superfamille des immunoglobulines (Ig) et se replient de la même manière que les immunoglobulines.
- Ces affinités lectines-sucres permettent aussi à des pathogènes d'adhérer aux tissus richement glycosylés présents dans les voies respiratoires, le tube digestif, l'appareil urinaire ou génital (Imberty and Varrot 2008, Sharon 1996). C'est ainsi par exemple que le virus de la grippe se fixe sur la muqueuse pulmonaire, en ciblant l'acide sialique ; dans ce cas, la lectine est l'hémagglutinine virale et le sucre est un acide sialique (acide 5-N-acétylneuraminique).
- Certaines toxines bactériennes sont également des lectines[10].
- Dans certains organes, le taux d'acide sialique est contrôlé par le système hormonal ; ainsi l'administration d'œstrogènes à des souris castrées entraîne une réduction dose-dépendante de la teneur en acide sialique du vagin. Inversement, la teneur en acide sialique du vagin de souris est une mesure de la puissance des œstrogènes. Les substances de référence sont l'estradiol pour l'application sous-cutanée et l'éthinylestradiol pour l'administration orale[11].

## Définition
L'expression acide sialique peut désigner : 
1. L'acide N-acétylneuraminique (NeuNAc ou NANA), que l'on rencontre chez l'être humain ;
2. Plus de 50 molécules apparentées à l'acide N-acétylneuraminique, par exemple l'acide N-glycosylneuraminique que l'on trouve chez les souris ou l'acide N-glycolylneuraminique, toutes peuvent être dérivés de l'acide neuraminique par substitution d'un de ses groupes hydroxyle par un groupe groupe amino )[12]. Le groupe amino porte généralement soit un groupe acétyle, soit un groupe glycolyle, mais d'autres modifications ont été décrites, qui sont spécifiques au tissu et régulées par le développement (certaines ne se trouvent que sur certains types de glycoconjugués dans des cellules spécifiques)[13]. Les substituants hydroxyle peuvent varier considérablement (groupes acétyle, lactyle, méthyle, sulfate et phosphate...)[14].

## Fonctions
Elles ne sont probablement pas toutes connues, mais on sait que :
- l'acide sialique protège les protéines de leur dégradation par les protéases ;
- associé aux glycoprotéines, c'est un constituant des gangliosides et des glycolipides ; ce pourquoi il est présent dans les sécrétions glandulaires (lait y compris), les membranes cellulaires et le plasma sanguin (neuraminidase) ;
- il est présent dans le lait maternel (notamment sous forme de glycoconjugués et glycanes libres, et à une concentration qui évolue rapidement). Il semble répondre à des besoins élevés du nouveau-né juste après la naissance. À l'autre extrémité de la vie, chez la personne âgée, la sialylation diminue dans les gangliosides du cerveau[15],[16],[17], dans les protéines salivaires[18] et dans les cellules immunitaires[19] (ce qui a fait suggérer que l'acide sialique pourrait être un complément alimentaire utile à cet âge)[20] ;
- il limite les risques d'infections (mucus associé aux membranes muqueuses : bouche, nez, tractus gastro-intestinal, tractus respiratoire)[réf. nécessaire] ;
- il contribue aux mucus ou substances mucilagineuses qui jouent un rôle protecteur et/ou fonctionnel chez de nombreuses espèces ; il est présent dans les mucus humains ; et « chez les Mammifères, de nombreux travaux ont montré la corrélation nette entre mucification et teneur en acide sialique, relation vérifiée dans les cellules à mucus de divers poissons et cyclostomes », par exemple chez l'anguille qui présente une peau particulièrement gluante[21],[22] mais l'acide sialique est aussi présent à haute concentration dans les cellules à mucus de la peau d'espèces telles que la limace, l'escargot, et dans leur mucus. 
La charge négative de cette substance est responsable de la sensation plus ou moins visqueuse de la salive, des mucus, des larmes[23], du fluide vaginal[24] et du sperme[25],[26] et des mucines enrobant les organes corporels.  Le mucus joue aussi un rôle l'osmorégulation ;
- l'acide sialique joue aussi un rôle dans certains processus apoptotiques (de « suicide cellulaire ») ; quand une cellule meurt, elle perd ses connexions intercellulaires et se transforme en corps apoptotique qui doit être repéré par des globules blancs qui vont la digérer par phagocytose ; le clivage des acides sialiques terminaux et l'exposition de saccharides sub-terminaux qui se produisent à la mort de la cellule comptent parmi les signaux permettant aux macrophages de repérer ce cadavre cellulaire[27] ;
- de nombreuses bactéries pathogènes utilisent l'acide sialique dans leur surface cellulaire comme dans leurs lipopolysaccharides, ce qui les aide à échapper à la réponse immunitaire innée de l'hôte ; ces bactéries camouflées font presque toutes partie de celles qui ont co-évolué avec des hôtes qui sont des animaux dits supérieurs (deutérostomes)[28] ;
- dans la paroi cellulaire de la bactérie Escherichia coli, il est un maillon de l'acide colominique, un polysaccharide qui est un polymère de l'acide N-acétylneuraminique ;
- la bactérie Tannerella forsythia, pathogène buccal très fréquemment impliqué dans les parodontites, utilise l'acide sialique pour produire ses biofilms (ainsi que deux fragment de sucre : l'acide glycolylsialique et le sialyllactose qu'elle produit grâce à un enzyme, la sialidase, qui peut être inhibée par un médicament, l'oseltamivir). 
Un locus lui permettant d'utiliser l'acide sialique de son hôte a été trouvé dans le génome de cette bactérie (gènes TF0033-TF0034 qui codent également pour une perméation d'acide sialique (NanT) de la membrane interne putative, ainsi que pour un système de transport d'acide sialique membranaire extérieur. L'acide sialique peut donc être l'unique source de carbone et d'énergie, voire un facteur de croissance clé pour certaines bactéries pathogènes[29]. Le vibrion du choléra fait partie des pathogènes qui tirent avantage de cette capacité[30] ;
- l'acide sialique est aussi une nourriture (source de sucres et de carbone) possible pour certains pathogènes qui semblent avoir coévolué avec des animaux ; ainsi, Cronobacter sakazakii qui coévolue depuis 15 à 23 millions d'années avec ses hôtes vertébrés, mammifères notamment. Ceci explique des facteurs de virulence rendant cette bactérie parfois mortelle pour le nouveau-nés qui reçoit de l'acide sialique du lait maternel (ou du lait maternisé), de laits animaux (oligosaccharides), et dont les mucines qui tapissent son intestin et les gangliosides de son cerveau produisent aussi des acides sialiques ; le pathogène peut franchir les barrières intestinales et hémato-encéphalique. 
C'est le cas pour streptocoques viridans, souvent source de maladies extra-orales (attaque du cœur, du cerveau...) ; cet acide est « susceptible de jouer un rôle dans la persistance et la survie de ces organismes infectieux in vivo »[31] ;
- c'est un récepteur pour certains virus (Influenza notamment) qui s'y attachent pour infecter les cellules, muqueuses notamment (1re étape de l'infection grippale). Un exemple illustrant son importance est que le zanamivir et l'oseltamivir, deux inhibiteurs de la neuraminidase sont utilisés comme principes actifs contre le virus Influenza, responsable de la grippe. En effet, l'acide sialique est la cible moléculaire du virus ; il lui permet de s'ancrer aux cellules qu'il va infecter. Les neuraminidases sont des enzymes glycoprotéines antigéniques trouvées à la surface des virus de la grippe, ce sont elle qui permettent au virus de se fixer, mais aussi d'être plus mobile dans le mucus respiratoire, ou encore de faciliter l'élution des virions au sein des cellules infectées[32],[33].
De même pour certaines bactéries responsables de surinfections pulmonaires, telles que le pneumocoque (Streptococcus pneumoniae), cause majeure de pneumonie mais aussi responsable de méningite ; ces bactéries ne trouvent pas ou peu de sucres libres dans la trachée ou le poumon, mais semblent pouvoir dégrader les acides sialiques pour les transformer en sucre et s'en nourrir[34] ;
- des sialoglycoprotéines (glycoprotéines riches en acide sialique) se lient à la sélectine chez l'homme et d'autres organismes. Les cellules cancéreuses métastatiques expriment souvent une densité anormalement élevée de ces sialoglycoprotéines. Cette surexpression d'acide sialique à la surface des cellules concernées y crée une charge négative. Cette charge est source d'une répulsion entre cellules cancéreuses, répulsion qui les aide à pénétrer dans la circulation sanguine étendant ainsi le processus de métastase[35].

Note : Les plantes sont réputées en contenir peu, mais l'acide neuraminique est un constituant de glycoprotéines végétales qui contiennent un résidu d'acide sialique terminal dans une chaîne glycannique.